# Muir (Michigan)
Pour les articles homonymes, voir Muir.
Muir est un village du comté de Ionia, dans l'État du Michigan, aux États-Unis. En 2020, il comptait une population de 646 habitants.